# Colibri paméla
Aglaeactis pamela
Espèce
Statut de conservation UICN

 LC  : Préoccupation mineure
Statut CITES
Le Colibri paméla (Aglaeactis pamela) est une espèce d'oiseau-mouche de Bolivie de la famille des trochilidés. C'est une espèce monotypique.

Carte de répartition de l'espèce

## Référence
- (fr) Oiseaux.net : Aglaeactis pamela  (+ répartition)
- (en) Congrès ornithologique international : Aglaeactis pamela dans l'ordre Apodiformes (consulté le 18 mai 2015)
- (en) Zoonomen Nomenclature Resource (Alan P. Peterson) : Aglaeactis pamela  dans Apodiformes
- (en) Catalogue of Life : Aglaeactis pamela (Orbigny, 1838) (consulté le 16 décembre 2020)
- (fr + en) ITIS : Aglaeactis pamela  (Orbigny, 1838)
- (en) Animal Diversity Web : Aglaeactis pamela
- (en) UICN : espèce Aglaeactis pamela (D'Orbigny, 1838) (consulté le 18 mai 2015)
- (en) CITES : Aglaeactis pamela (D'Orbigny, 1838)  (+ répartition sur Species+) (consulté le 18 mai 2015)
- (fr) CITES : taxon  Aglaeactis pamela (sur le site du ministère français de l'Écologie) (consulté le 18 mai 2015)